# Rue de la République (Romainville)
Pour les articles homonymes, voir Rue de la République.
La rue de la République, est une voie de communication de Romainville.

## Situation et accès

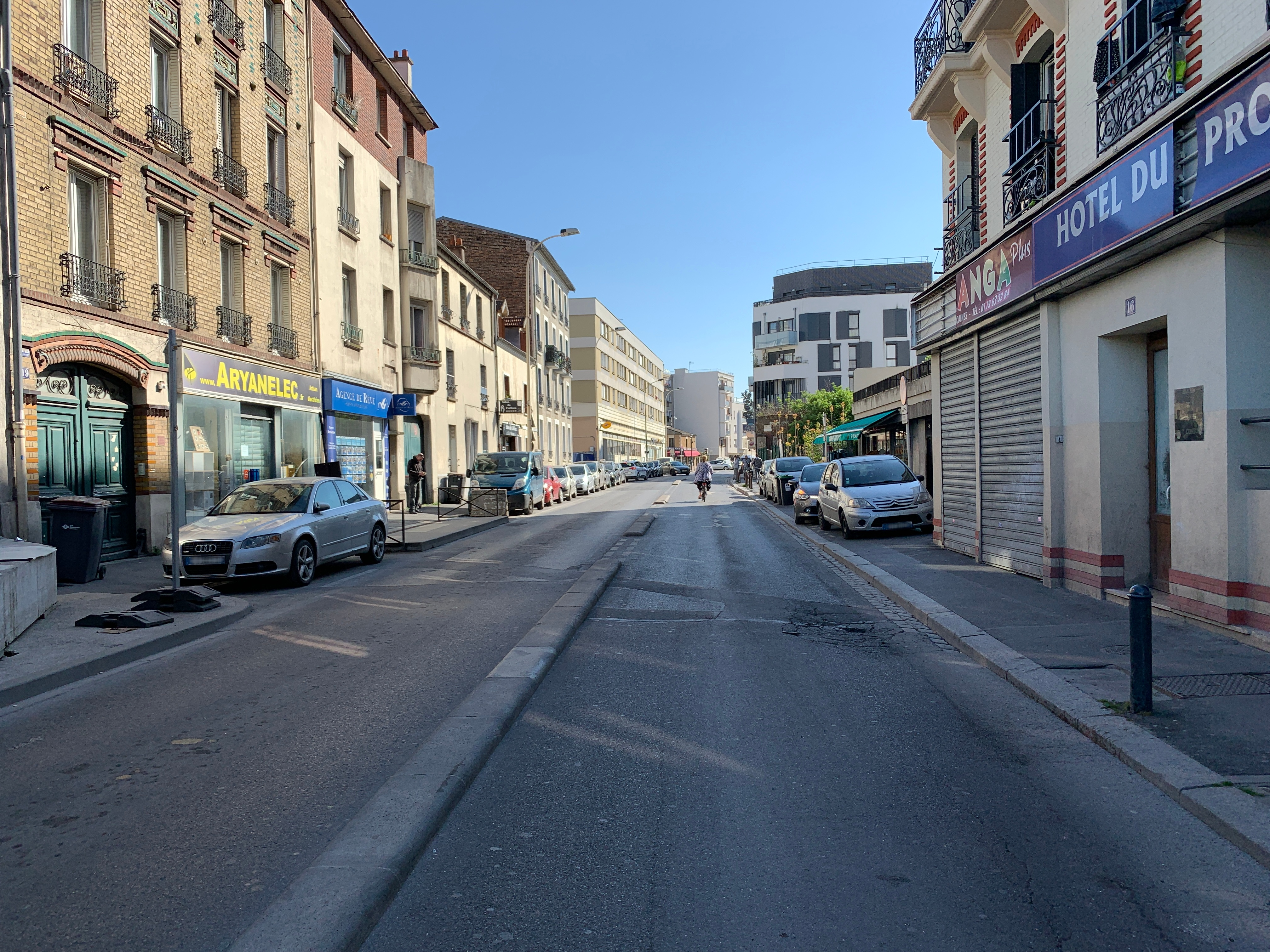
La rue de la République en 2021.

Au terme de travaux entrepris en 2020, cette rue sera desservie par la station Romainville - Carnot de la ligne 11 du métro.

## Origine du nom

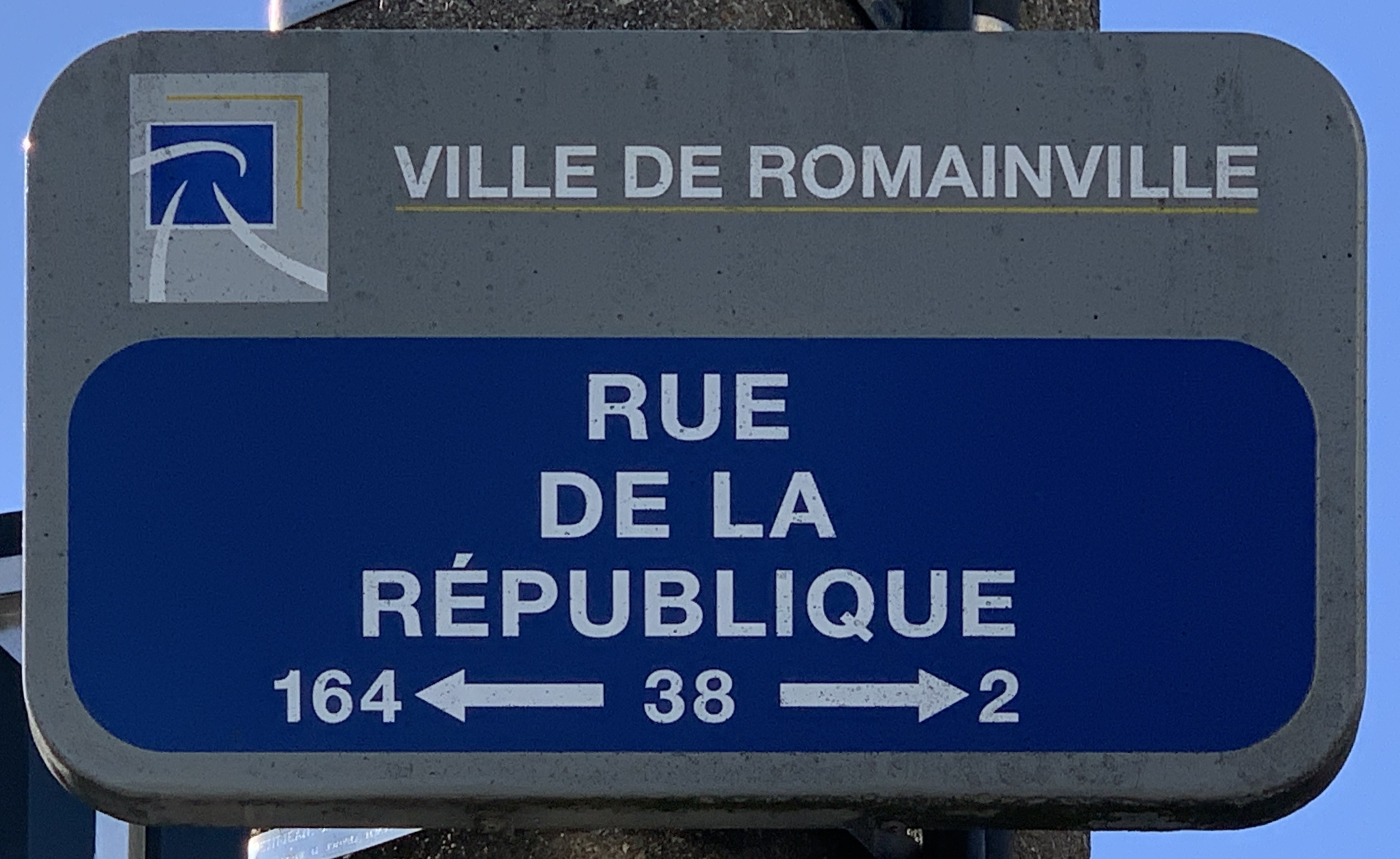
Plaque Rue de la République.

Appelée rue de Bagnolet dans les années 1910, cette rue fut avant le début des années 1930 renommée rue de la République

## Historique
Jusque dans les années 1920, cette rue était une limite de l‘urbanisation de la ville.

## Bâtiments remarquables et lieux de mémoire
- En juillet 1910, le libre-penseur André Lorulot loua deux immeubles au no 16 de cette rue afin d'y créer une communauté anarchiste[4],[5]. Cet endroit devint le siège du journal L'Anarchie et était fréquenté par la bande à Bonnot[6]: Victor Kibaltchitche, Rirette Maîtrejean, Garnier, Callemin, Soudy, Valet et Carouy[7]. Leurs mœurs mal appréciées des habitants, on sait d'après le recensement de la commune en 1911 que ceux-ci tentèrent de les faire déguerpir par le moyen d'une pétition. Ces bâtiments ont aujourd'hui disparu[8].
- Cité Marcel-Cachin, construite en 1956-1964 par l'architecte André Bérard[9], comprenant  1 127 logements[10]. Elle est réhabilitée dans les années 2000[11],[12].